# يويكيهيرو تاكاهاشي
يويكيهيرو تاكاهاشي (باليابانية: 高橋幸宏؛ بالكانا: たかはし ゆきひろ) هو موسيقي ومغن مؤلف وملحن ومنتج أسطوانات وطبال ياباني، ولد في 6 يونيو 1952 في ميغورو في اليابان.

## وصلات خارجية
- يويكيهيرو تاكاهاشي على موقع IMDb (الإنجليزية)
- يويكيهيرو تاكاهاشي على موقع ألو سيني (الفرنسية)
- يويكيهيرو تاكاهاشي على موقع ميوزك برينز (الإنجليزية)
- يويكيهيرو تاكاهاشي على موقع أول موفي (الإنجليزية)
- يويكيهيرو تاكاهاشي على موقع أول ميوزيك (الإنجليزية)
- يويكيهيرو تاكاهاشي على موقع ديسكوغز (الإنجليزية)
- يويكيهيرو تاكاهاشي على موقع قاعدة بيانات الفيلم (الإنجليزية)
- يويكيهيرو تاكاهاشي على موقع ANN person (الإنجليزية)